# Wieża Wrocławska w Nysie

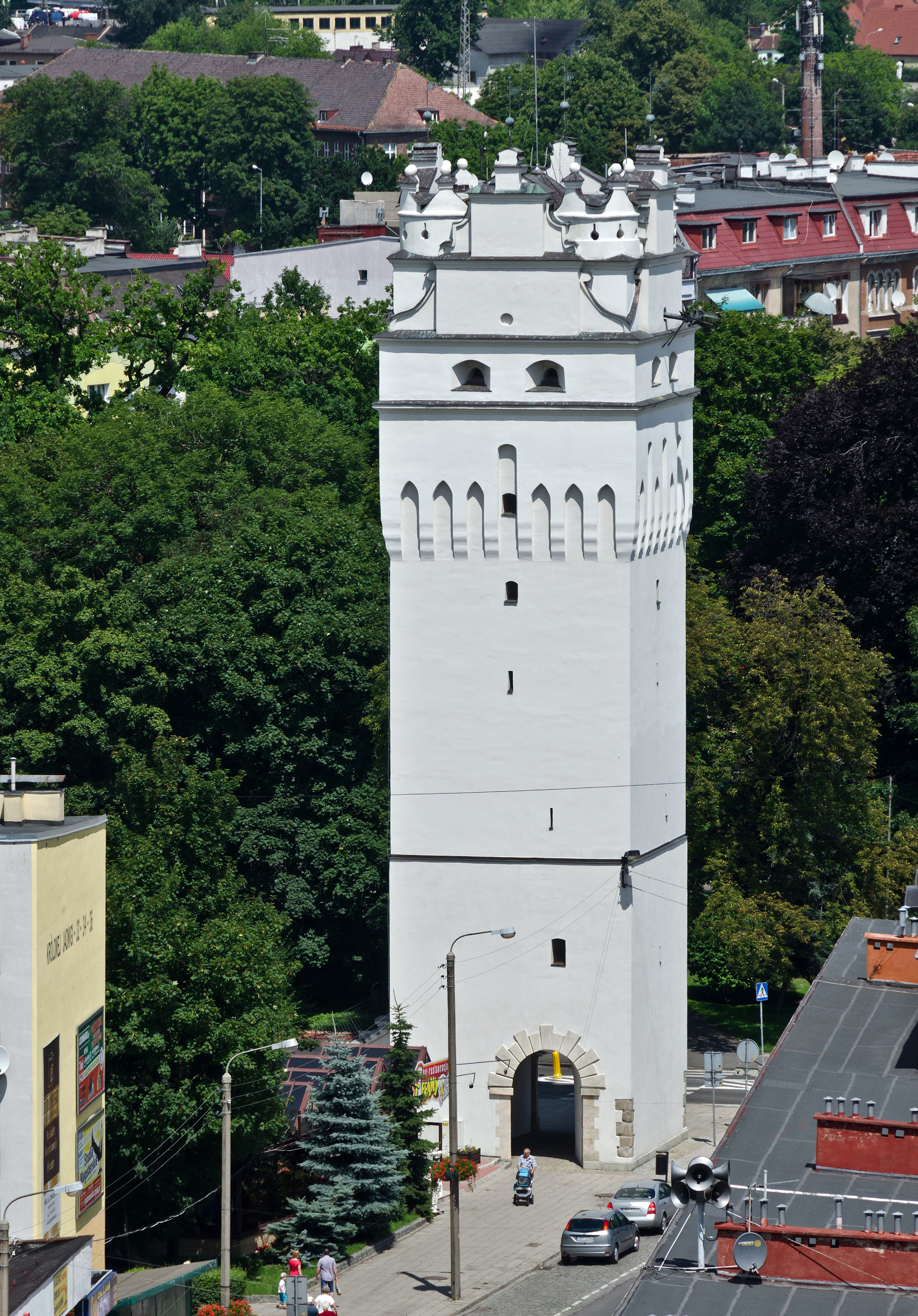
Wieża Wrocławska

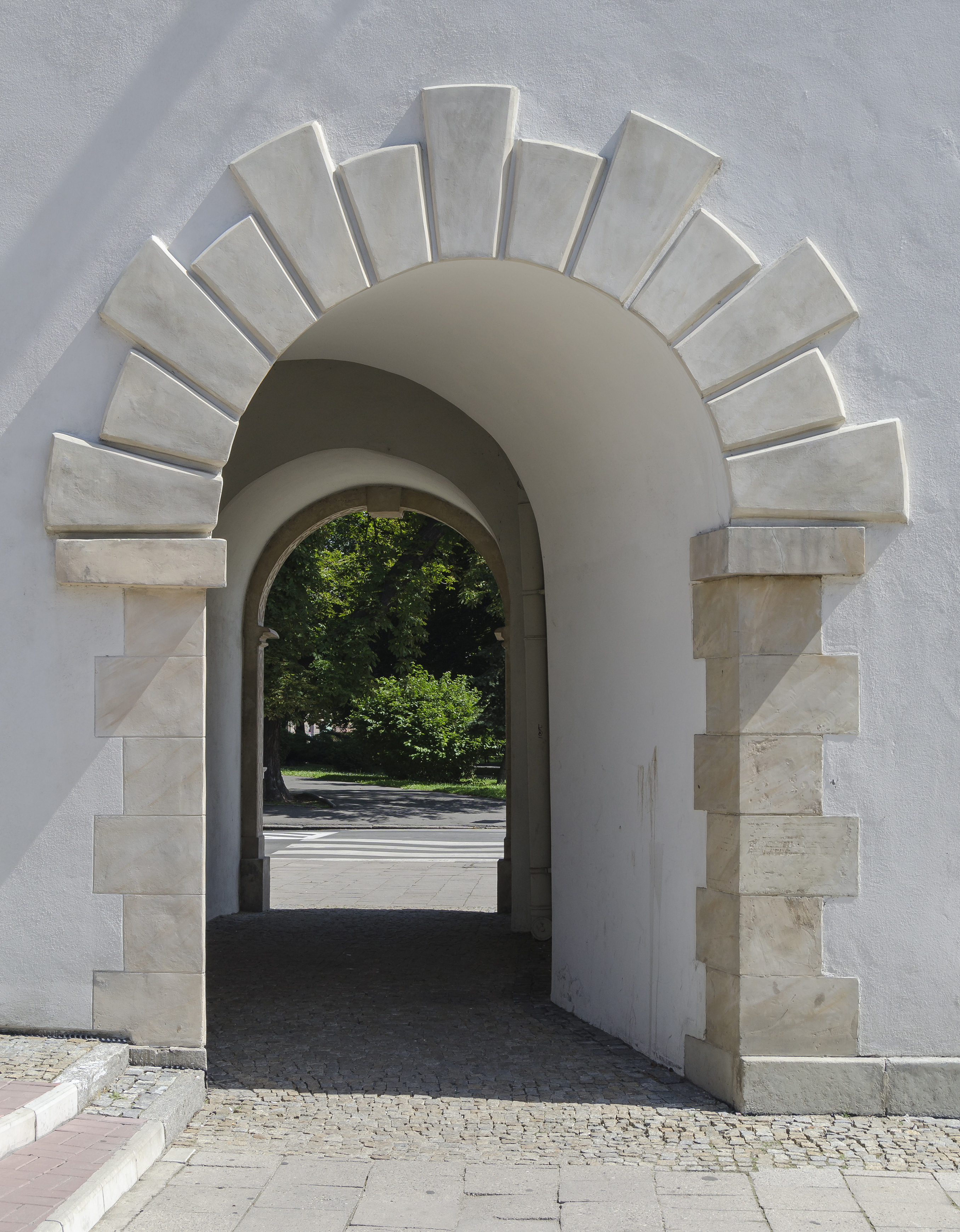
Przejście w wieży

Wieża Wrocławska (Wieża Bramy Wrocławskiej, Biała Wieża) – gotycka budowla obronna, jedna z kilku zachowanych części średniowiecznych obwarowań miejskich Nysy, wraz z 
Wieżą Ziębickią i fragmentami murów obronnych.

## Historia
Około 1350 r., w czasach biskupa Przecława z Pogorzeli,  otoczono nyskie Nowe Miasto murami obronnymi z licznymi basztami i przedmurzem oraz czterema bramami: Wrocławską na północnym wschodzie, Ziębicką na północnym zachodzie, Bracką po stronie południowo-zachodniej i Celną na południu. Każda z nich miała wysoką wieżę przybramną.
Mury obronne tworzyły wokół Nysy zamknięty obwód na planie nieregularnym, zbliżonym do czworoboku, o zaokrąglonych narożach. Komunikacja z miastem odbywała się po
zwodzonych mostach, gdyż całość obwodu obronnego otaczała nawodniona fosa.
We wschodnim narożniku murów, jako odrębny zespół obronny, połączony z fortyfikacjami, był usytuowany zamek biskupi, oddzielony od miasta dodatkową fosą, zasilaną wodą z odnogi Białej Głuchołaskiej. Obszar Starego Miasta był otoczony odrębnymi fortyfikacjami, zapewne w formie wału ziemnego z częstokołem. Istotne znaczenie obronne miał także system stawów założonych na przedpolach fortyfikacji miejskich w rejonie zamku biskupiego, fosy, kanały, jak również rzeki Nysa Kłodzka i Biała Głuchołaska.
W marcu 1428 r. te silne systemy obronne dość dobrze zdały egzamin w okresie 
wojen husyckich, ratując miasto i jego mieszkańców przed husytami, których łupem padło w tym czasie wiele innych miast śląskich.
W XVI w., w związku z zagrożeniem tureckim, przeprowadzono modernizację murów miejskich, a Wieża Bramy Wrocławskiej otrzymała wówczas nadbudowę ze strzelnicami artyleryjskimi.
Walory obronne murów miejskich doceniano jeszcze w początkach XVIII w. Zostały one wówczas ponownie wyremontowane, mimo że miasto było już otoczone nowożytnymi fortyfikacjami bastionowymi (zob. Twierdza Nysa).
Mury miejskie Nysy rozebrano niemal całkowicie dopiero w drugiej połowie XIX w. i pierwszych latach XX w. Zachowały się jednak niektóre elementy średniowiecznego systemu obronnego, przede wszystkim dwie wysokie wieże: Ziębicka i Wrocławska.

## Architektura
Gotycki korpus 33-metrowej budowli posiadał pierwotnie zwieńczenie w formie szerszej części kwadratowej, nadwieszonej na konsolach, pomiędzy którymi uformowano liczne wnęki ostrołukowe, spośród których wyższe zostały zamknięte łukiem odcinkowym. W szczycie wieży umieszczono smukłą, murowaną iglicę. Została ona zniszczona przez Szwedów w 1642 r.
Na przełomie XVI i XVII w. wieża otrzymała  manierystyczną attykę o charakterze zarówno obronnym, jak i dekoracyjnym. Jej dolna partia ma formę prostego muru ze strzelnicami artyleryjskimi. Na osiach ścian wieży wznoszą się szczyciki o bogatym wykroju, rozdzielone gzymsami i zwieńczone chorągiewkami. Pomiędzy nimi umieszczone są w narożnikach kwadratowe nastawy z cylindrycznymi wieżyczkami, przypominającymi stylizowane basteje ze strzelnicami kluczowymi, oraz pinakle w kształcie postumentów ujętych
spływami.
Wieża Bramy Wrocławskiej stanowiła samodzielny ośrodek obrony, dostępny jedynie przez otwór wejściowy na wysokości korony murów miejskich. Otwór ten zachował się do dzisiaj, podobnie jak przyległy do wieży krótki odcinek muru obronnego. Obecne przejście w przyziemiu wieży przebito prawdopodobnie w drugiej połowie XIX wieku, wraz z rozpoczęciem rozbiórki fortyfikacji. Na początku lat trzydziestych XX wieku w utworzone przejście wmurowano  bogato rzeźbiony, zamknięty półkoliście, manierystyczny portal z 1603 r., pochodzący z kamienicy rynkowej nr 18 zwanej  Pod Patrycjuszem. W tym ozdobnym obramieniu znajduje się płaskorzeźbiona dekoracja roślinna z ogzymsowanymi podstawami łuku i kluczem z głową św. Jana Chrzciciela. W polach ponad łukiem dwa płaskorzeźbione anioły. Portal ujęty jest pilastrami na wysokich
cokołach, pokrytymi reliefowymi ornamentami groteskowymi
i kapitelami kompozytowymi z główkami aniołków. Ponad pilastrami
fryz z inskrypcją oraz profilowany gzyms. W zwieńczeniu trzy owalne kartusze herbowe w obramieniach okuciowych – dwa boczne ujęte bogatą dekoracją roślinną z maszkaronami, a środkowy
z herbem biskupa Jana Sitscha.
Po bokach na postumentach obeliski o płaskorzeźbionej dekoracji (lewy zniszczony).